# 399-й отдельный разведывательный артиллерийский дивизион
399-й отдельный разведывательный артиллерийский дивизион Резерва Главного Командования — воинское формирование Вооружённых Сил СССР, принимавшее участие в Великой Отечественной войне.
Сокращённое наименование — 399-й орадн РГК.

## История
Сформирован на базе разведывательного артиллерийского дивизиона 524-го  тпап Московской зоны обороны 11 марта 1942 года .
В действующей армии с 11.03.1942 по 7.03.1943.
В ходе Великой Отечественной войны вёл артиллерийскую разведку в интересах артиллерии соединений  48-й армии Брянского фронта, 38-й армии, 6-й армии,  18-го стрелкового корпуса  и  69-й армии,  Воронежского фронта .
Приказом НКО СССР № 118 от 7.03.43г. преобразован в 12-й отдельный гвардейский разведывательный артиллерийский дивизион . 

## Состав
- Штаб
- Хозяйственная часть
- батарея оптической разведки  (БОР)
- батарея звуковой разведки (БЗР)
- батарея топогеодезической разведки (БТР)
- артиллерийский метеорологический взвод (АМВ)
- фотограмметрический взвод (ФГВ)
- хозяйственный взвод

## Подчинение
| Дата                | Фронт                   | Армия      | Корпус                 | Дивизия | Бригада | Примечания |
| ------------------- | ----------------------- | ---------- | ---------------------- | ------- | ------- | ---------- |
| 11.03.42 -6.05.42г. | Московская зона обороны | -          | -                      | -       | -       | -          |
| 6.05.42 -8.08.42г   | Брянский фронт          | 48-я армия | -                      | -       | -       | -          |
| 8.08.42-10.11. 42г. | Воронежский фронт       | 38-я армия | -                      | -       | -       | -          |
| 10.11.42-30.11.42г  | Воронежский фронт       | 6-я армия  | -                      | -       | -       | -          |
| 30.11.42-31.12.42г  | Воронежский фронт       | -          | -                      | -       | -       | -          |
| 31.12.42-20.01.43г  | Воронежский фронт       | -          | 18-й стрелковый корпус | -       | -       | -          |
| 31.12.42-20.01.43г  | Воронежский фронт       | 69-я армия | -                      | -       | -       | -          |

## Командование дивизиона
Командир дивизиона
- капитан Уманский Павел Владимирович
- майор Колчин Александр Александрович
- гв. майор, гв. подполковник Гвоздарный  Дмитрий Ефимович

Начальник штаба дивизиона
- капитан Колчин Александр Александрович
- капитан Крутов Петр Андреевич
- капитан Баринов Виктор Иванович

Военный комиссар дивизиона
- политрук Колов Анатолий Иванович

Помощник начальника штаба дивизиона
- ст. лейтенант Крутов Петр Андреевич

Помощник командира дивизиона по снабжению
- капитан Лапенко Фёдор Федотович

## Командиры подразделений дивизиона
Командир  БЗР
- лейтенант Маслов Александр Алексеевич

Командир БТР
- капитан Баринов Виктор Иванович

Командир ВЗОР
- ст. лейтенант Козел Степан Иванович

Командир ФГВ
- ст. лейтенант Апальков Николай Ермилович